# Johann Schmölz (Handballspieler)
Johann Schmölz (* 28. Mai 1985 in Tulln) ist ein österreichischer Handballspieler.

## Karriere
Schmölz begann bereits in seiner Jugend beim UHC Tulln Handball zu spielen. Mit den Rosenstädtern konnte er 2002 sowohl mit der unter 16 als auch mit der unter 18 Mannschaft den Staatsmeistertitel gewinnen. Bis zur Saison 2008/09 war er für die Niederösterreicher in der Handball Liga Austria aktiv. In dieser Zeit konnte er zweimal den ÖHB-Cup gewinnen. Dadurch konnte Schmölz 2004/05 und 2007/08 im Europapokal der Pokalsieger internationale Erfahrung sammeln. Nachdem der Verein mit finanziellen Problemen zu kämpfen hatte und sich dadurch in die Landesliga zurückgezogen hatte, wechselte der 1,85 Meter große Rückraumspieler zum UHK Krems. In seiner Zeit bei den Kremsern konnte er in der Saison 2009/10 erneut den ÖHB-Cup gewinnen und nahm in Folge 2010/11 erneut am Europapokal der Pokalsieger teil. Zum Saisonstart 2013/14 wechselte er zu Union St. Pölten in die Handball Bundesliga Austria, bereits in seiner ersten Saison konnte er sich den Meistertitel sichern und stieg in die HLA auf.

## HLA-Bilanz
| Saison    | Verein           | Spielklasse | Tore | 7-Meter    | Feldtore |
| --------- | ---------------- | ----------- | ---- | ---------- | -------- |
| 2008/09   | UHC Tulln        | HLA         | 124  | 3/7        | 121      |
| 2009/10   | UHK Krems        | HLA         | 50   | 0/0        | 50       |
| 2010/11   | UHK Krems        | HLA         | 70   | 0/0        | 70       |
| 2011/12   | UHK Krems        | HLA         | 41   | 0/0        | 41       |
| 2012/13   | UHK Krems        | HLA         | 11   | 0/0        | 11       |
| 2014/15   | Union St. Pölten | HLA         | 86   | 1/1        | 85       |
| 2008–2015 | gesamt           | HLA         | 382  | 4/8 (50 %) | 378      |

## Erfolge
- 3× Österreichischer Pokalsieger (mit dem UHC Tulln und dem UHK Krems)